# Clúster (química)
En química, un clúster, cúmulo o rácimo (en inglés: cluster; en francés: agrégat atomique) es un conjunto de átomos o moléculas enlazados que tienen un tamaño intermedio entre una molécula y un sólido masivo. Los clústeres existen en diversas estequiometrías y nuclearidades. Por ejemplo, los átomos de carbono y de boro forman clústeres de fullereno y borano, respectivamente. Los metales de transición y los principales elementos de un grupo pueden formar clústeres especialmente robustos. Los clústeres también pueden consistir únicamente en una cierta clase de moléculas, como los cúmulos de agua.
El término clúster fue acuñado por el químico estadounidense F.A. Cotton a principios de los años 1960 para referirse a los compuestos que tienen enlaces metal-metal. Se pueden definir como un compuesto de «un grupo de dos o más átomos metálicos donde están presentes, directa o sustancialmente, enlaces metálicos.» Los adjetivos "nuclear" y "metálico" en relación con los clústeres se usan con diferentes significados. Por ejemplo, polinuclear se refiere a un clúster con más de un átomo de metal, independientemente de la identidad del elemento; y heteronuclear se refiere a un clúster con al menos dos elementos metálicos diferentes.
Los principales tipos de clústeres son clústeres «desnudos» (sin ligandos estabilizantes) y clústeres con ligandos. Los clústeres de metales de transición tienen como ligandos estabilizantes más comunes el monóxido de carbono, los halogenuros, los isocianuros, los alquenos y los hidruros. En los elementos principales de grupo los ligandos estabilizantes suelen ser hidruros.
Los clústeres de metales de transición están compuestos habitualmente por átomos de metales refractarios. En general, los centros metálicos con extensos orbitales d forman grupos estables debido a la superposición favorable de orbitales de valencia. Por ello los metales con un estado de oxidación bajo para los metales finales y estados de oxidación medios para los primeros metales tienden a formar clústeres estables. Los carbonilos metálicos polinucleares se encuentran generalmente en los últimos metales de transición con bajos estados de oxidación. La teoría de los pares de electrones esqueléticos de un poliedro, o reglas de cómputo de electrones de Wade, predice tendencias en la estabilidad y estructuras de muchos clústers metálicos. Las reglas ''mno'' de Jemmis han proporcionado más información sobre la estabilidad relativa de los clústeres metálicos.

## Historia y clasificación
El estudio de los clústeres ocurrió simultáneamente través de varias líneas independientes. Probablemente los primeres metales sintéticos fueron los calomelanos, que ya eran conocidos en la India en el siglo XII. La existencia de un enlace mercurio-mercurio en estos compuestos se estableció a comienzos del siglo XX.

### Clústeres atómicos
Los clústeres atómicos pueden ser puros, formados mediante una única especie atómica, o mezclados, formados a partir de varias especies atómicas.
Se clasifican según varios criterios:
- según la naturaleza predominante de los enlaces: metálicos, covalentes, iónicos;
- según número atómico:  «micro» (< 20), «pequeño» (< 100), «grande» (mayores de 100);
- según sus propiedades eléctricas y magnéticas.

Para la mayoría de especies atómicas hay clústeres de números atómicos (llamados números mágicos) que tienen una representación preponderante en los espectros de masas, una indicación de su gran estabilidad con respecto a la disociación cuando se comparan con los números atómicos vecinos.

### Clústeres moleculares
Los clústeres atómicos y moleculares son agregados de entre 5-105 unidades atómicas o moleculares. Se clasifican según las fuerzas que los mantienen unidos:
- clústeres de Van der Waals: atracción entre dipolos eléctricos inducidos y repulsión entre los núcleos de electrones con configuraciones electrónicas de capas completas;
- clústeres metálicos: intercambio de largo alcance en electrones de valencia (sobre muchos átomos adyacentes sucesivos) y parcialmente direccional;
- clústeres iónicos: los electrones de valencia se transfieren casi en su totalidad entre los vecinos más cercanos para producir dos redes, iguales pero opuestas, de distribuciones de carga eléctrica que se atraen mutuamente.

También son importantes los mecanismos cuánticos de muchos cuerpos.
El papel de la formación de clústeres en la precipitación de mezclas líquidas y en las transiciones de fase de condensación, adsorción en superficie o solidificación ha sido investigado durante mucho tiempo para obtener un punto de vista teórico.
Las propiedades de los sistemas de clústeres derivan tanto de su tamaño como de su composición (que contribuye a los tipos de fuerza vinculantes) y determinan:
- el número de dimensiones de su espacio de fase;
- los rangos de posiciones accesibles y las velocidades de sus componentes atómicos.

Se produce una transición gradual entre las propiedades de las especies moleculares y las de la correspondiente mezcla masiva. Y sin embargo, los clústeres muestran propiedades físicas y químicas específicas solo en su espacio de configuración (a su vez fuertemente dependientes del número de átomos) y no específicas de sus contrapartes masivas. 
Los sistemas de clústeres son metaestables con respecto a al menos una de las siguientes clases de evolución:
- eliminación de átomo o adsorción en la superficie del clúster como un motivo de su desvinculación o crecimiento;
- interruptores de configuración entre un conjunto de estructuras estables (también conocido como una "clase isómerica") accesible a todos los clústeres de un mismo número atómico y a una misma composición relativa de componentes.

Muchas de sus propiedades se deben al hecho de que una gran fracción de sus átomos componentes se encuentran en su superficie. Con el aumento de tamaño, el número relativo de átomos en la superficie del clúster se escala con una aproximación de N−1/3. Se debe ir más allá de un umbral variable de 9-27 moléculas componentes (dependiendo de la intensidad de las fuerzas intermoleculares) para encontrar configuraciones mínimas globales que tengan al menos una molécula en su interior. En el otro extremo de la escala de un clúster de aproximadamente 105 átomos, se expondrán solo alrededor del 10 % de los átomos en su superficie, un porcentaje aún significativo en comparación con el sólido masivo.

### Clúster carbonilo metálico con metales de transición

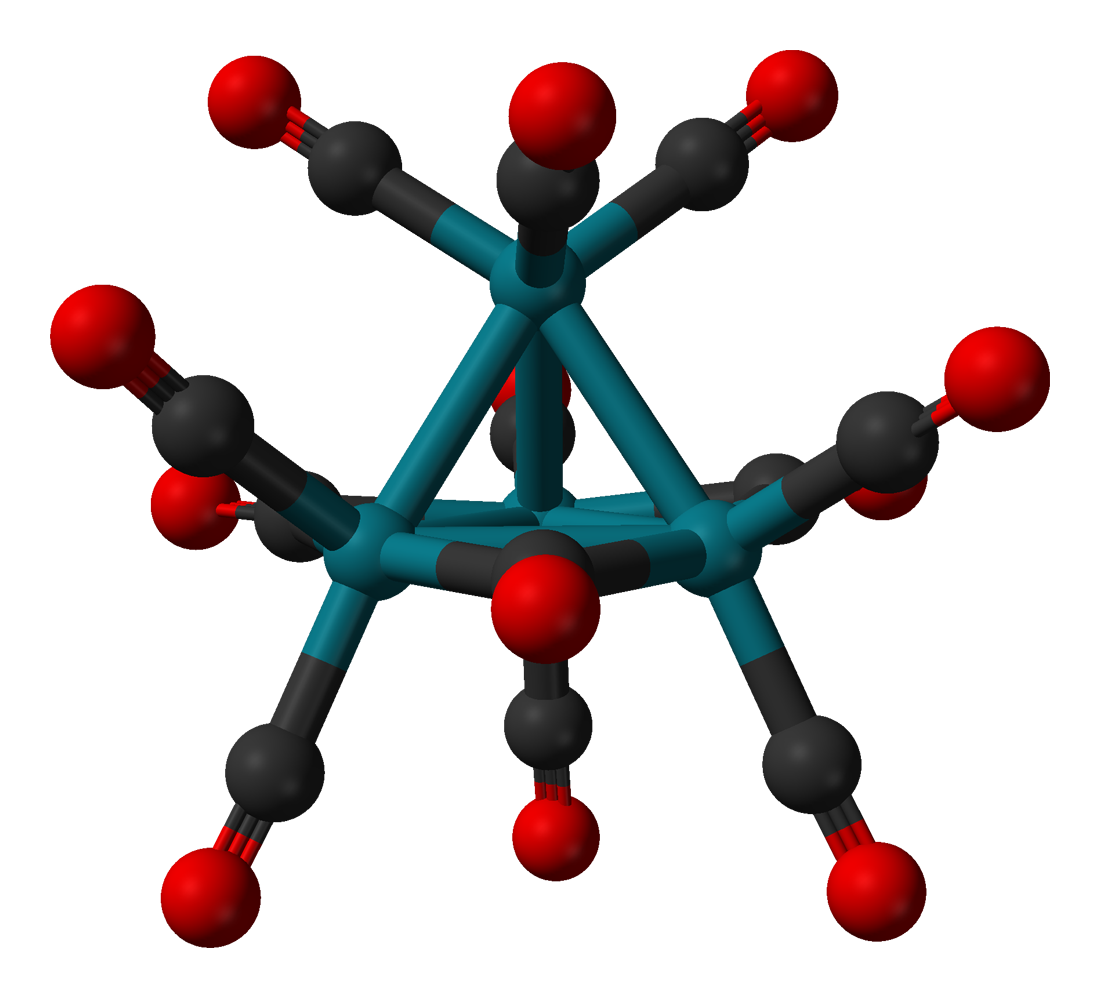
Estructura del

El desarrollo de los clúster carbonilo metálico, como Ni(CO)
4 y Fe(CO)
5 condujo rápidamente al aislamiento del Fe
2(CO)
9 y del Fe
3(CO)
12. 
Rundle y Dahl descubrieron que el Mn
2(CO)
10 muestra un no soportado enlace Mn-Mn, verificando así la capacidad de los átomos metálicos para unirse el uno con el otro en las moléculas. En los años 1970, Paolo Chini demostró que podían prepararse clústeres muy grandes a partir de los metales del grupo del platino, siendo un ejemplo el [Rh
13(CO)
24H
3]2−
. Esta área de la química de los clústeres se ha beneficiado de la difracción de rayos X de cristales únicos.

### Metales de transición en clústeres de carbono orgánico (organometálico)
También hay clústeres organometálicos. Estos clústeres tienen enlaces metal-metal, así como un último resto orgánico sencillo unido directamente a un átomo del metal (un ligando orgánico). Uno de los primeros ejemplos de este tipo de clústeres es el clúster de nonacarbonilo tricobalto (su estructura fue determinada por Dahal). Este clúster contiene un ligando carbino de metilo (CCH
3), unido a tres átomos de cobalto, [Co
3(CCH
3)(CO)
9]. También hay más derivados de clústeres de tricobalto metil carbino en el que otros ligados orgánicos de metil carbino se introducen en la estructura de los clústeres (en especial gracias al trabajo de Seyferth et al.). El clúster anteriormente mencionado sirve como un ejemplo de carga cero (clúster neutro). Por otra parte, son clústeres conocidos catiónicos (con carga positiva) en lugar de neutros el del trimolibdeno organometalico o el de tritungsteno. El primer representante de estos grupos organometálicos iónicos fue [Mo
3(CCH
3)
2(O
2CCH
3)
6(H
2O)
3]2+
 (preparado y caracterizado por primera vez por Bino). Los anteriores clústeres de tricobalto son solubles en disolventes no polares, mientras que los últimos de tritungsteno son solubles en disolventes polares como el agua.

### Clústeres de halogenuros de metales de transición

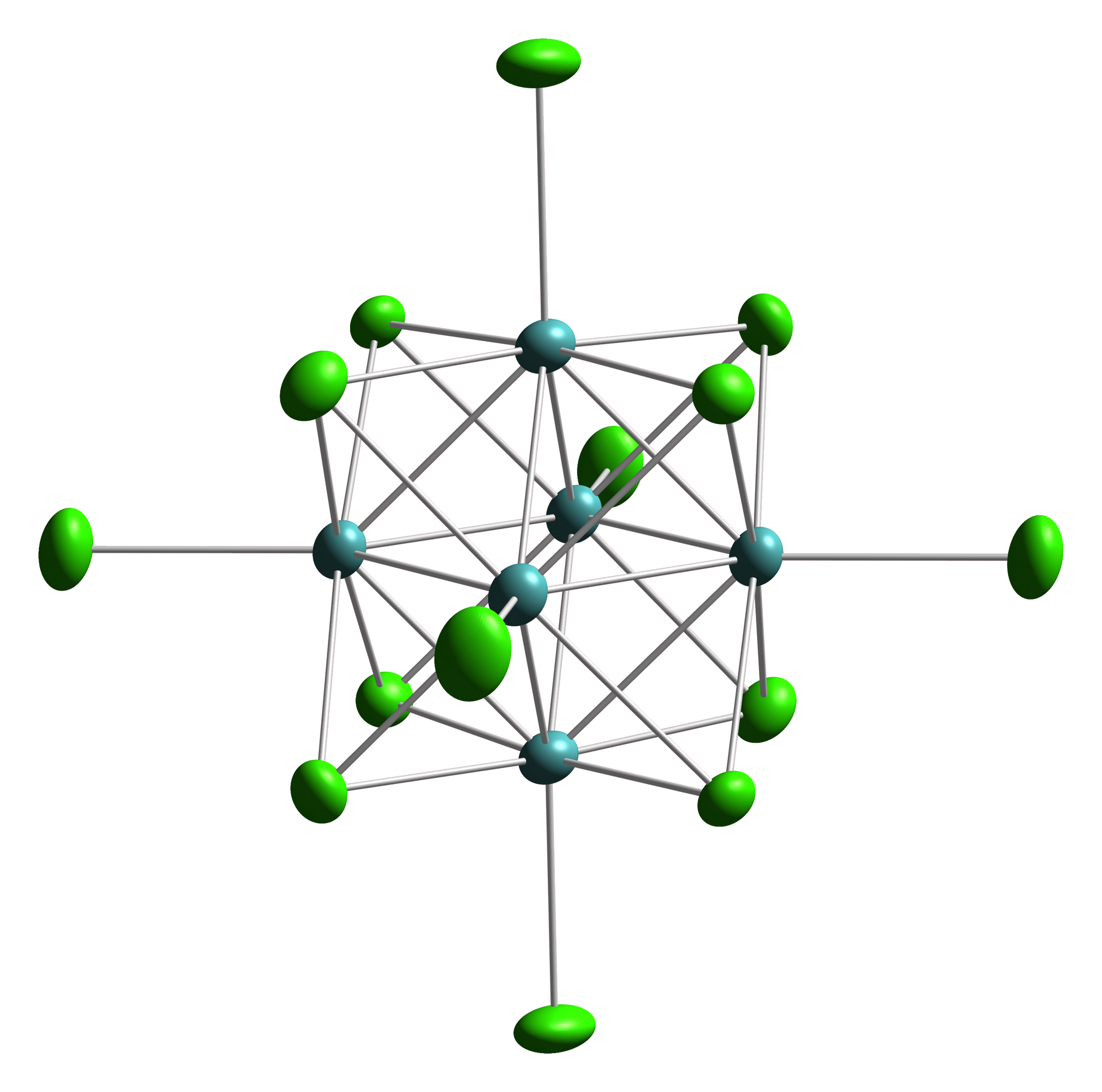
Estructura del

Linus Pauling demostró que MoCl
2 consistía en octaedros de Mo
6. F. Albert Cotton estableció que el ReCl
3 cuenta con subunidades del clúster Re
3Cl
9, que podría convertir a un anfitrión de aductos sin romper los enlaces Re-Re. Debido a que este compuesto es diamagnetico y no paramagnetico los enlaces de renio son enlaces dobles y no enlaces simples. En estado sólido se promueve un puente que se produce entre vecinos, y cuando este compuesto se disuelve en ácido clorhídrico se producen formas complejas de Re
3Cl3−
12. Un ejemplo de un complejo tetranuclear es el hexadecamethoxytetratungsteno W
4(OCH
3)
12 con enlaces simples de tungsteno, y cloruro de molibdeno ((Mo
6Cl
8)Cl
4) es un compuesto hexanuclear de molibdeno, y un ejemplo de un cúmulo octaédrico. Un grupo relacionado de clústeres de fórmula general M
xMo
6X
8, como el PbMo
6S
8, forma una fase de Chevrel, que muestra superconductividad a bajas temperaturas. La estructura eclipsada del octaclorodirenato potásico (III), K
2Re
2Cl
8 se explica mediante enlaces cuádruples. Estos descubrimientos llevaron a una amplia gama de derivados, incluidos los tetra di-tungsteno (HPP), con el récord en 2007 de menor energía de ionización.

### Hidruros de boro

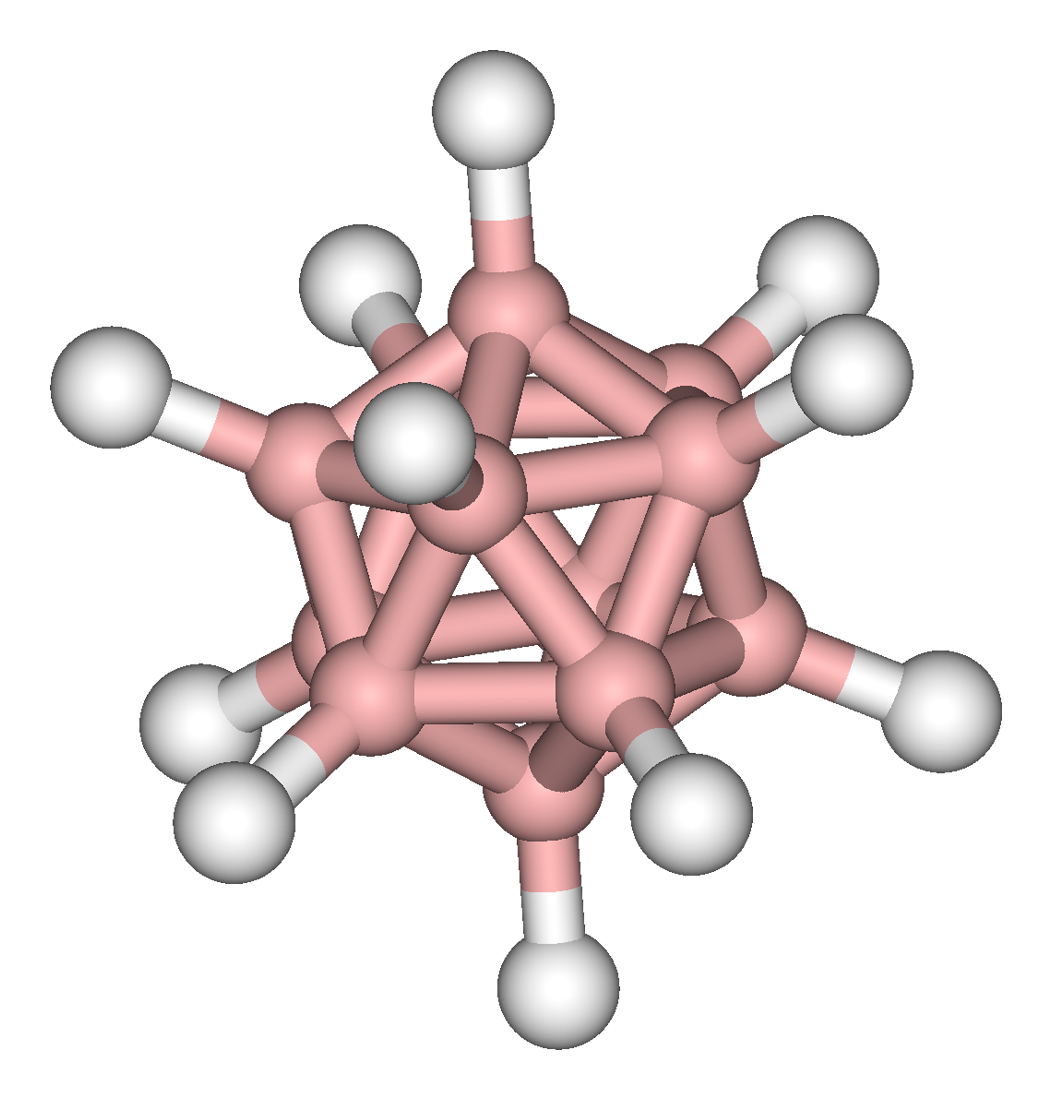
es un famoso clúster de hidruro de boro

Simultáneamente al desarrollo de componentes de clústeres metálicos, fueron descubiertos numerosos hidruros por Alfred Stock y sus sucesores que popularizaron el uso de líneas de vacío para la manipulación de estos materiales sensibles al aire y a menudo volátiles. Los clústeres de boro son boranos, como los pentaboranos y los decaboranos. Los carboranos son clústeres que tienen vértices de CH y BH.

### Clústeres de Fe-S en biología
En la década de los años 1970, se demostró que la proteína ferredoxina contenía clústeres de Fe
4S
4 y, más tarde, la nitrogenasa mostró tener un distintivo sitio activo de MoFe
7S
9. Los clústeres de Fe-S servirían principalmente como cofactores redox, aunque algunos muestran una función catalítica. En el área de la química bioinorgánica, una variedad de clústeres de Fe-S tienen ligandos de CO.

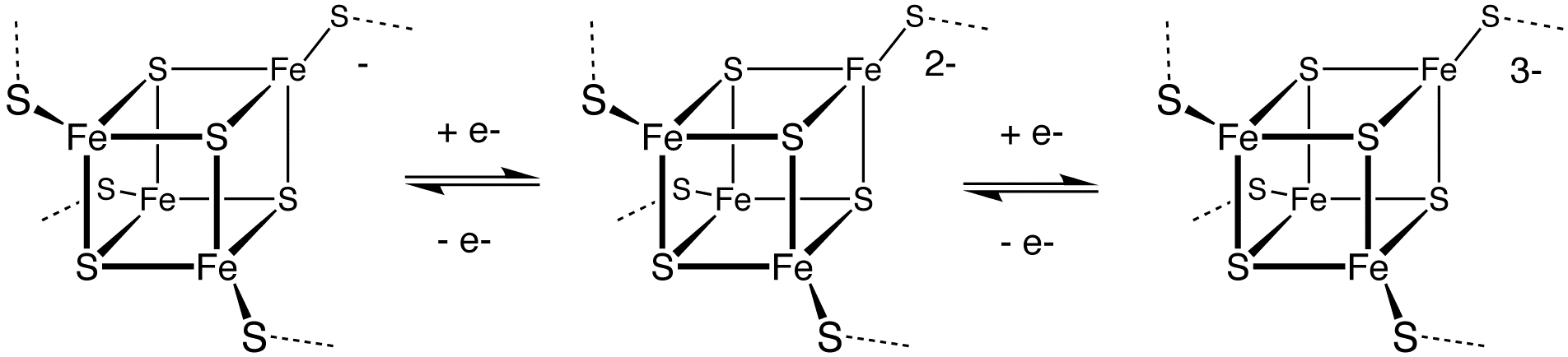
clústeres de Fe-S.

### Clústeres de Zintl
Los compuestos de Zintl tienen clústeres anionicos desnudos que se generan por reducción de pesados elementos principales de grupos p, en su mayoría metales o semimetales, con metales alcalinos, a menudo como una solución en líquido anhídrido de amoniaco o etilendiamina. Ejemplos de aniones de Zintl son [Bi
3]3−
, [Sn
9]4−
, [Pb
9]4−
 y [Sb
17]3−
. Aunque estas especies reciben el nombre de «clústeres desnudos», suelen estar fuertemente asociadas con cationes de metales alcalinos. Algunos ejemplos se han aislado utilizando complejos criptandos de cationes de metales alcalinos, por ejemplo, el anión [Pb
10]2−
, que cuenta con un recubrimiento de forma antiprisma cuadrado. De acuerdo con las reglas de Wade (2n+2) el número de electrones en clústeres es 22, y por lo tanto un clúster closo. El compuesto se preparó a partir de la oxidación de K
4Pb
9 por Au+ en PPh
3AuCl (por reacción del ácido cloroáurico y trifenilfosfina) en etilendiamina con 2.2.2-cripto. Este tipo de clúster ya era conocido como Ni@Pb2−
10 (la jaula contiene un átomo de níquel). El clúster de estaño icosaédrico Sn2−
12 o anión estañosfereno es otra estructura de capa cerrada (pero no aislada) observada con espectroscopia de fotoelectrones. Con un diámetro interno de 6.1 Angstrom, un tamaño comparable al de un fullereno, debería ser capaz de contener átomos pequeños de la misma manera que lo hacen los fullerenos endohedrales y de hecho existe un clúster de Sn
12 que contiene un átomo de iridio: Ir@Sn3−
12.

### Clústeres metaloides
Los clústeres de elementoides son clústeres de ligantes estabilizantes que poseen más contactos directos elemento-elemento que elemento-ligando. Ejemplos de clústeres caracterizados estructuralmente muestran núcleos de ligandos establizantes de Al
77, Ga
84 y Pd
145.

### Clústeres intermetaloides
Estos clústeres constan de al menos dos elementos (semi)metálicos diferentes y poseen más contactos directos metal-metal que metal-ligando. El sufijo «oide» designa que estos clústeres poseen una escala molecular, disposiciones de átomos que aparecen en los compuestos de núcleos intermetalicos con altos números de coordinación de sus átomos como por ejemplo, en fase de Laves y fase de Hume-Rothery. Los clústeres de intermetaloides con ligandos libre incluyen a los clústeres de Zintl. Un sinónimo de clúster intermetaloide de ligante estabilizante es «aleación molecular». Los clústeres aparecen como unidades discretas en compuestos intermetálicos separados entre sí por átomos electropositivos, tales como [Sn@Cu
12@Sn
20]12−
, como iones solubles [As@Ni
12@As
20]3−
 o como moléculas ligante-estabilizante como [Mo(ZnCH
3)
9(ZnCp*)
3].

### Clústeres y fullerenos en fase gaseosa
También se pueden observar clústeres inestables en fase gaseosa por medio de espectrometría de masas, incluso aunque puedan ser termodinamicamente inestables y se agreguen fácilmente por condensación. Tales clústeres desnudos, es decir, aquellos que no están estabilizados por los ligandos, se producen a menudo por evaporación inducida por láser —o ablación láser— de un núcleo metálico o compuestos que contienen metal. Generalmente, este enfoque produce una amplia distribución de distribuciones de tamaño. Sus estructuras electrónicas pueden ser exploradas mediante técnicas como la espectroscopia de fotoelectrones, mientras que la disociación multifotónica de infrarrojo es una espectroscopia más apropiada para probar la geometría de los clústeres. Sus propiedades (reactividad, potencial de ionización, brecha HOMO–LUMO) a menudo muestran una pronunciada dependencia del tamaño. Ejemplos de tales clústeres son ciertos clústeres de aluminio como superátomos y ciertos clústeres de oro. Se considera que ciertos clústeres de metal muestran aromaticidad de metal. En algunos casos, los resultados de los experimentos de ablación por láser se trasladan a los compuestos aislados, y los primeros casos fueron los clústeres de carbono llamados fullerenos, en particular los clústeres de fórmula C
60, C
70 y C
84. Las esferas de fullerenos pueden ser llenadas con pequeñas moléculas, formando fullerenos endohedrales.

### Cadenas de átomos de metal extendidas
Cadenas de átomos de metal extendidas (Extended metal atom chain complexes, o EMAC) son un nuevo tema en la investigación académica. Un EMCA se compone de cadenas lineales de átomos metálicos estabilizados con ligandos. Se conocen EMACs basados en el níquel (con 9 átomos), en el cromo y cobalto (con 7 átomos) y en el rutenio (con 5 átomos). En teoría debería ser posible obtener moléculas unidimensionales infinitas y la investigación está orientada hacia ese objetivo. En un estudio se obtuvo un EMAC que consistía en 9 átomos de cromo en una matriz lineal con 4 ligandos (basados en la oligo piridina) envueltos alrededor de esta. En ella la cadena de cromo tiene 4 enlaces cuádruples.

## Clústeres metálicos en catálisis
Aunque pocos clústeres metálicos de carbonilo son cataliticamente útiles, aparecen naturalmente en catálisis de proteínas hierro-azufre una gran variedad de transformaciones como la isomerización estereoespecifica de citrato a isocitrato via cis-aconitato, como se requiere en el ciclo del ácido tricarboxílico. El nitrógeno se reduce a amoniaco en un clúster de Fe-Mo-S en el corazón de la encima nitrogenasa. El CO se oxida a CO
2 mediante el clúster de monoxido de carbono deshidrogenasa de Fe-Ni-S. La hidrogenasa decae en Fe
2 y clústeres de NiFe. 
La biosíntesis de isoprenoides, al menos en ciertos organismos, requiere de clústeres de Fe-S.

### Catálisis por clústeres metálicos de carbonilo

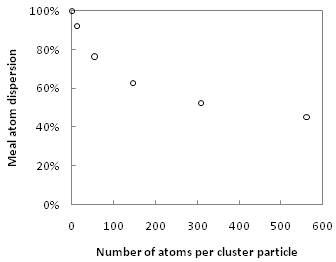
Gráfico Dispersión-Número de átomos

Los compuestos de clústeres de carbonilos metálicos han sido evaluados como catalizadores en una amplia gama de reacciones, especialmente para las conversiones de monoxido de carbono. No existen aplicaciones industriales, sin embargo. Los clústeres de Ru
3(CO)
12 y Ir
4(CO)
12 catalizan la reacción de desplazamiento de gas de agua, también canalizada por el óxido de hierro, y el Rh
6(CO)
16 cataliza la conversión de monóxido de carbono en hidrocarburos, que recuerda al proceso Fischer-Tropsch, también catalizado por compuestos de hierro simples. 
Algunos definen la catálisis de clústeres hasta incluir clústeres que tienen un único sitio activo en un átomo del metal. La definición puede relajarse para incluir los clústeres que permanecen intactos durante al menos un paso de la reacción, y puede ser fragmentado en otros.
Los clústeres de carbonilos metálicos tienen varias propiedades que pueden resultar ser catalizadores útiles. La ausencia de grandes fases de núcleos conducen a una alta relación de superficie-volumen, lo cual es ventajoso en cualquier aplicación catalizadora ya que ello maximiza la velocidad de reacción por unidad de material catalizador, y también minimiza los costes. Aunque los sitios en la superficie de metales en los catalizadores heterogéneos están coordinadamente insaturados, la mayoría de los clústeres sintéticos no lo están. En general, cuando disminuye el número de átomos en un metal, su número de coordinación también lo hace, y significativamente en partículas que tienen menos de 100 átomos. Esto se ilustra en la figura anterior, que muestra la dispersión (relación de átomos no coordinados en la superficie con el total de átomos) frente a número de átomos de metal por partícula para los clústeres metálicos icosaedricos ideales.

## Estereodinámica de clústeres
Los clústeres de metal a veces se caracterizan por un alto grado de fluxionalidad de ligandos de superficie y adsorbatos asociados con una barrera de baja energía de reordenamiento en la superficie de estas especies. El reordenamiento de los ligandos en el exterior del clúster esta indirectamente relacionado con la difusión de los adsorbatos en las superficies metálicas sólidas. Ligandos de interconversión entre sitios de enlaces terminales,  dobles y triples son a menudo fáciles. Además, se ha encontrado que los átomos del propio metal pueden migrar fácilmente en, o romper sus enlaces con las estructura del clúster. Este efecto lleva a la formación de clústeres catalíticos extremadamente activos, sin ligandos, durante ciertas reacciones químicas. y que, en ocasiones, pueden aislarse y caracterizarse perfectamente en sólidos.

### Apéndice: ejemplos de reacciones catalizadas por clústeres de carbonilos metálicos
Aunque los clústeres de carbonilos metálicos se usan poco, han sido objeto de muchos estudios destinados a demostrar su reactividad. Algunos de estos ejemplos son los siguientes.
| Reacción                       | Metales del núcleo | Catálisis                    | Referencia           |
| ------------------------------ | ------------------ | ---------------------------- | -------------------- |
| Hidroformilación de alqueno    | Mo-Rh              | Mo2RhCp3(CO)5                | [ 35 ]               |
| Hidroformilación de alqueno    | Rh                 | Rh4(CO)10+x(PPh3)2-x (x=0,2) | [ 36 ]               |
| Hidrogenación de CO            | Ru-Os              | H2RuOs3(CO)13                | [ 35 ]               |
| Hidrogenación de CO            | Ru-Co              | RuCo2(CO)11                  | [ 35 ]               |
| Hidrogenación de CO            | Ir                 | Ir4(CO)12                    | [ 32 ] [ 36 ] [ 37 ] |
| Hidrogenación de CO            | Fe                 | Fe3(CO)12                    | [ 38 ]               |
| Hidrogenación de alqueno       | Os-Ni              | H3Os3NiCp(CO)9               | [ 35 ]               |
| Hidrogenación de alqueno       | Ni                 | Ni2+xCp2+x(CO)2 (x=0,1)      | [ 36 ]               |
| Hidrogenación de alquino       | Os-Ni              | Os3Ni3Cp3(CO)9               | [ 35 ]               |
| Hidrogenación de aromáticos    | Ni                 | Ni2+xCp2+x(CO)2 (x=0,1)      | [ 36 ]               |
| Hidrogenación de acetaldehídos | Ni                 | Ni4(Me3CNC)7                 | [ 36 ]               |
| Isomerización de alquenos      | V-Cr               | VCrCp3(CO)3                  | [ 35 ]               |
| Isomerización de hidrocarbonos | Fe-Pt              | Fe2Pt(CO)6(NO)2(Me3CNC)2     | [ 35 ]               |
| Hidrogenolisis de butano       | Rh-Ir              | Rh3+xIr3-x(CO)16 (x=0,1,2)   | [ 35 ]               |
| Hidrocarbonilación del metanol | Ru-Co              | Ru2Co2(CO)13                 | [ 35 ]               |
| Hidrodesulfurización           | Mo-Fe              | Mo2Fe2S2Cp2(CO)8             | [ 35 ]               |
| Metanación de CO y CO2         | Ru-Co              | HRuCo3(CO)12                 | [ 35 ]               |
| Síntesis del amoniaco          | Ru-Ni              | H3Ru3NiCp(CO)9               | [ 35 ]               |

### Catálisis de Fischer-Tropsch
Las especies que son ligandos típicos en los clústeres de metal representan combinaciones obvias de rectante-catálisis. Por ejemplo, la hidrogenación de CO (síntesis de Fischer-Tropsch) puede ser catalizada utilizando varios clústeres metálicos, como se muestra en la tabla anterior. Se ha propuesto que la coordinación de CO a múltiples sitios del metal debilitan el enlace triple lo suficiente para permitir la hidrogenación. Con importancia en los procesos heterogéneos de la industria, la síntesis de Fischer-Tropsch por clústeres apareceen el procesamiento de alcanos, alquenos y diversos compuestos oxigenados. La selectividad está fuertemente influenciada por los clústeres particulares usados. Por ejemplo, Ir
4(CO)
12 produce metanol, mientras que Ru
2Rh(CO)
12 produce etilenglicol. La selectividad está determina por varios factores, incluyendo efectos estéricos y electrónicos. Los efectos estéricos en muchos casos se consideran los más importantes, sin embargo los efectos electrónicos dominan en las reacciones de hidrogenación donde un adsorbato (hidrógeno) es relativamente pequeño.
El ciclo de oligomerizacion de tio etanos ilustra la influencia de los efectos estéricos sobre la selectividad. La relación de selectividad en S
3(CH
2)
9/ S
6(CH
2)
18 es de 6.0 para el Os
4(CO)
12 y de 1.5 para el W(CO)
6, racionalizada por los mayores efectos estéricos en los clústeres de Os, lo que lleva a una preferencia por los productos de anillo más pequeños.
En algunos casos, el clúster de metal debe ser «activado» mediante catálisis por sustitución de uno o más ligandos, como el acetonitrilo. Por ejemplo, Os
3(CO)
12 tendrá un sitio activo después de la termólisis y la disociación de un grupo individual de carbonilo. Y el Os
3(CO)
10(CH
3CN)
2 tendrá dos sitios activos.

### Estudios computacionales
Los estudios computacionales han progresado desde el cálculo de la suma de energías (incorporando las aproximaciones tipo de la teoría de Hückel hasta la teoría funcional de la densidad (density functional theory, o DFT).Un ejemplo del primer caso, son los cálculos empíricos de energía de empaquetado, donde solo se consideran las interacciones de átomos adyacentes. La energía de empaquetado se expresa de la siguiente manera:
{\displaystyle E=\Sigma _{i}\Sigma _{j}(Ae^{-Br_{ij}}-Cr_{ij}-{\frac {q_{i}q_{j}}{r_{ij}^{-1}}})}
donde el índice i se refiere a todos los átomos de una molécula de referencia en la red de clústeres y el índice j se refiere a los átomos en las moléculas circundantes de acuerdo con la simetría del cristal, mientras que A, B y C son parámetros.
La ventaja de estos métodos es la facilidad de computación, aunque la exactitud depende de los supuestos hechos. La DFT se ha utilizado recientemente para estudiar una amplia variedad de propiedades en clústeres de metales. Sus ventajas son que los primeros principios de aproximación no necesidan parámetros y la capacidad de estudiar clústeres sin ligandos de un tamaño definido. Sin embargo, la forma fundamental de la energía funcional solo es una aproximación, y a diferencia de otros métodos no hay una jerarquía de aproximaciones que permita la optimación sistemática de los resultados.
Las dinámicas moleculares de los ajustes de los enlaces se han utilizado para estudiar las longitudes y energías de esos enlaces y las propiedades magnéticas de los clústeres metálicos, sin embargo este método es menos eficaz para los clústeres metálicos de menos de 10-20 átomos debido a una mayor influencia de los errores de aproximación en los clústeres pequeños. Hay limitaciones en el otro extremo,  como aparecen en cualquier método computacional, dado que la aproximación a las propiedades del núcleo son difíciles de captar debido a que a esos tamaños de clústeres el modelo de se vuelve cada vez más complejo.

### Complejos metálicos de fullerenos
La mayoría de los trabajos sobre complejos metálicos de fullearemos han involucrado al C
60, pero un número sustancial de estudios se han llevado a cabo también con C
70. Debido a las limitaciones en fullearemos iniciales, solo en unos pocos casos se ha reportado reacciones entre complejos metálicos a fullerenos de orden mayor tales como el C
76C78C84.

### Conteo de electrones para clústeres metálicos
El estudio y la racionalización de las estructuras observadas en química organometálica han llevado a generar diversas teorías que explican la estabilidad y la variedad de compuestos que se pueden formar en complejos de metales de transición. Dentro de la química de clústeres metálicos dos teorías para explicar las características estructurales de este tipo de compuestos son la regla de 18 electrones y la teoría de pares de electrones del esqueleto poliedro (PSEPT).